# كوتارو يامازاكي
كوتارو يامازاكي (باليابانية: 山崎 光太郎) (19 أكتوبر 1978 في شيزوكا في اليابان – )؛ هو لاعب كرة قدم ياباني سابق كان يلعب كمهاجم.

## وصلات خارجية
- كوتارو يامازاكي على موقع الاتحاد الدولي (مؤرشف)  (الإنجليزية)
- كوتارو يامازاكي على موقع رابطة كرة القدم اليابانية للمحترفين (اليابانية)
- كوتارو يامازاكي على موقع قاعدة بيانات كرة القدم.إي يو (الإنجليزية)
- كوتارو يامازاكي على موقع عالم كرة القدم.نت (الإنجليزية)